# 隋唐英雄传 (电视剧)
《隋唐英雄传》片长40集，是根据清代小说《说唐》改编的古装传奇剧，由胡明凯、谭友业导演，苏小鱼编剧，该片于2003年首播。

## 剧情
同小说《说唐》相比较，电视剧《隋唐英雄传》增加了如下人物：
1. 李蓉蓉，李浑之女，嫁给秦叔宝为妻
2. 单冰冰，单雄信之妹，嫁给罗成为妻
3. 王猛，秦叔宝济南从军战友，带兵投奔秦叔宝
4. 史大义，史大奈的兄弟

## 演员
- 黄海冰 饰 秦叔宝
- 童蕾 饰 李蓉蓉
- 聂远 饰 罗成
- 林子聪 饰 程咬金
- 郑国霖 饰 李世民
- 寇占文 饰 尉迟恭
- 释小龙 饰 裴元庆
- 任山 饰 单雄信
- 岳菁蔚 饰 单冰冰
- 王绘春 饰 杨林
- 谢君豪 饰 杨广
- 申军谊 饰 秦彝（秦叔宝之父）
- 路捷 饰 宁夫人（秦叔宝之母）
- 方青卓 饰 程咬金之母
- 谭建昌 饰 李勣
- 卓凡 饰 王伯当
- 高雄 饰 罗艺
- 冯进高 饰 李密
- 崔景富 饰 王世充
- 马佳 饰 李元霸
- 张卫星 饰 李建成
- 钟亮 饰 李元吉
- 杜志国 饰 李渊
- 张政勇 饰 宇文成都
- 江中 饰 宇文成龙
- 杨树林 饰 宇文化及
- 姜迪武 饰 史大奈
- 朱峰 饰 史大义
- 覃文君 饰 裴世基
- 孙琳 饰 王萤（单雄信之妻，王世充之女）
- 徐锦江 饰 王小二（李蓉蓉的表姨父）
- 鲍玉菁 饰 萧皇后
- 赵娜 饰 罗成之母
- 王战 饰 杨勇
- 陈继铭 饰 杨坚
- 马永 饰 王猛
- 袁奇峰 饰 南延平
- 施淑 饰 北延道
- 张竟达 饰 尤俊达
- 陈智彬 饰 贾甫顺
- 黎明明 饰 樊虎
- 黄隽秋 饰 婉儿
- 杨刚 饰 单雄忠
- 张岩 饰 秦安（秦彝的部将）
- 谢晶晶 饰 裴翠云（程咬金之妻，裴元庆之姊）
- 张东升 饰 宇文智及
- 高枫 饰 刘文静
- 邓紫晨 饰 曹根
- 冯谦 饰 唐壁
- 王劲松 饰 卢芳
- 吴痣 饰 薛亮
- 梁铁坚 饰 魏文通
- 傅永舜 饰 高颎
- 刘长寿 饰 李浑
- 高嘉惠 饰 黑夫人（尉迟恭之妻）
- 李娜 饰 白夫人（尉迟恭之妻）
- 甘小伟 饰 雄阔海
- 黄跃东 饰 单冲（单雄信之侄）
- 金子壹 饰 尹妃
- 饶敏 饰 张妃
- 陈柯 饰 高谈圣
- 李靖 饰 张衡
- 宋宇光 饰 令狐行达
- 李明亮 饰 齐国远
- 刘国庆 饰 李如圭
- 苏丹萍 饰 春花（李蓉蓉的侍女）
- 赵鲲鹏 饰 金甲
- 高梓刚 饰 伍亮
- 王唯荣 饰 窦皇后

## 電視劇歌曲
| 曲序 | 曲目             |        | 作曲 | 演唱者 |
| ---- | ---------------- | ------ | ---- | ------ |
| 1.   | 真英雄（片頭曲） | 李泗磷 | 肖白 | 韓磊   |
| 2.   | 情與淚（片尾曲） | 李泗磷 | 肖白 | 王菲菲 |

## 外部連結
- 本劇新浪網站 （页面存档备份，存于）
- 豆瓣电影上《隋唐英雄传》的資料 （简体中文）
- 时光网上《隋唐英雄传》的資料（简体中文）